# Sokocz
Sokocz (ros. Сокоч) – osiedle w Rosji, w Kraju Kamczackim, w rejonie jelizowskim. W 2010 liczyło 903 mieszkańców.